# Teizo Matsumura
Teizo Matsumura (Japans: 松村 禎三 Matsumura Teizō) (Kioto, 15 januari 1929 – Tokio, 6 augustus 2007) was een Japans componist, muziekpedagoog en dichter. Hij was het derde van vijf kinderen van een echtpaar, dat als Kimonohandelaar in Kioto werkte.

## Levensloop
Matsumura kreeg privé muziekles bij Tsuneharu Takahashi en Toshio Nagahiro (harmonie). In augustus 1949 vertrok hij naar Tokio en vroeg de componist Yasuji Kiyose, hem voor het examen voor de toelating als student aan het Tokyo National University of Fine Arts and Music (東京藝術大学 Tōkyō Gei-jutsu Daigaku), nu: Tokyo University of the Arts in Tokio voor te bereiden. In het huis van Kiyose raakte hij bekend met de componist Toru Takemitsu, toen al een van de bekendste leerlingen van Kiyose.
Hij werd aan de Tokyo University of the Arts toegelaten. Door advies van Kiyose kon hij bij Tomojiro Ikenouchi (harmonieleer, contrapunt en compositie) studeren, die na zijn studie aan het Parijse Conservatoire national supérieur de musique de Franse compositietechnieken in Japan introduceerde, waarbij het werk van Maurice Ravel een centrale plaats innam. Dit is ook bij een aantal andere leerlingen van Ikenouchi herkenbaar zoals Sadao Bekku, Akio Yashiro, Toshiro Mayuzumi, Michio Mamiya, Minoru Miki en Akira Miyoshi. Verder studeerde hij bij Akira Ifukube (compositie).
Zijn studies moest hij in 1950 in het gevolg van een zware tuberculose afbreken. Tot 1955 werd hij meerdere malen geopereerd. Gedurende zijn reconvalescentie begon hij haiku's te schrijven en won ook een haikuwedstrijd. In dezelfde tijd ontstond ook zijn Concertante Introductie en Allegro voor orkest en won ermee in 1955 een prijs in de bekende Mainichi compositiewedstrijd. In zijn eerste muzikale werken zijn nog duidelijk de invloeden van Europese componisten zoals Maurice Ravel en Igor Stravinsky te horen, maar in zijn Symfonie nr. 1 en het Prelude voor orkest zijn invloeden van de traditionele muziek uit India, Tibet en Bali te herkennen en in zijn twee pianoconcerten ook ingrediënten van de traditionele Japanse muziek en schilderij en van het Nō-theater.
Als professor voor compositie was hij verbonden aan de Tokyo University of the Arts.
In 1978 kreeg hij de opdracht voor een opera op het verhaal uit de roman "Chinmoku (Zwijgen)" van de schrijver Endo Shūsaku. Het werk beleefde in 1993 de première en hij ontving er meerdere prijzen voor, waaronder de Mainichi kunstprijs, de Mobil muziekprijs, de grote prijs van de Kioto Music Award en de Tomin Bunka Eiyo-sho. Naast zijn concertwerken schreef hij ook veel filmmuziek. In 1994 werd in New York een overzichtstentoonstelling van de werken van Matsumura gehouden.

## Composities

### Werken voor orkest

#### Symfonieën
- 1965 Symfonie nr. 1
  1. Andante - Lento - Allegro - Lento
  2. Adagio
  3. Allegro - Lento - Allegro (Doppio Movimento)
- 1998 rev.1999, 2006 Symfonie nr. 2

#### Concerten voor instrumenten en orkest
- 1973 Concert nr. 1, voor piano en orkest
- 1978 Concert nr. 2, voor piano en orkest
- 1984 Concert, voor cello en orkest

#### Andere werken voor orkest

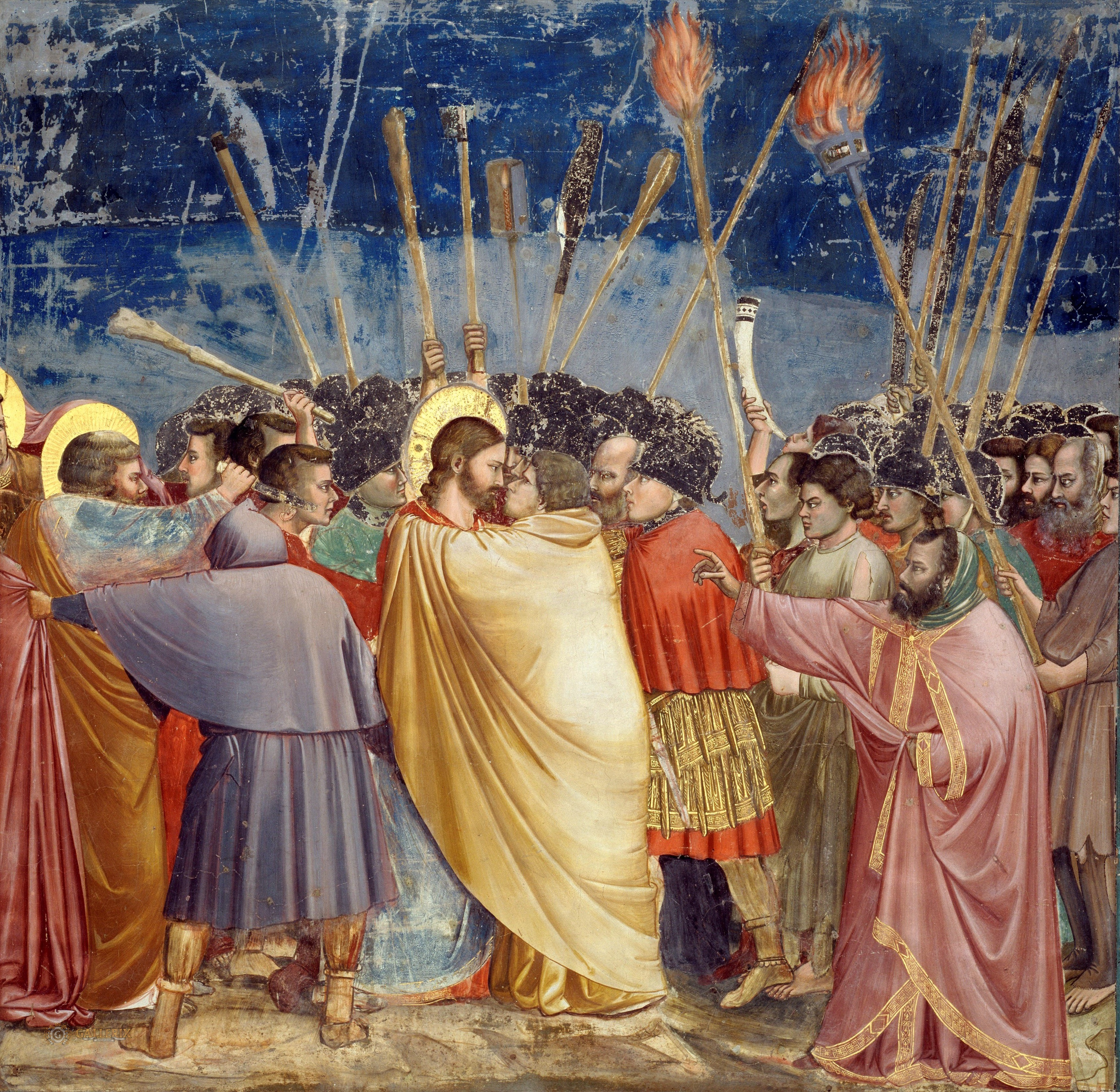
De kus van Judas Iskariot

- 1955 Concertante Introductie en Allegro
- 1968 Prelude, voor orkest - won de Otaka Prijs
- 1969 Aprasas, voor vrouwenkoor, 2 harpen, piano, klavecimbel, celesta, strijkorkest en slagwerk
- 1983 In the world destroying conflagration, voor orkest
- 1987 Pneuma, voor strijkorkest
- 1988 Tribute to Akira Ifukube, voor orkest
- 1989 Offrande orchestrale - Tribute Orchestra
- 2002 rev.2003/2005 On the night of Gethsemane - geïnspireerd door het fresco De kus van Judas Iskariot van Giotto di Bondone in de Cappella degli Scrovegni in Padua

### Muziektheater

#### Opera
| Voltooid in | titel                    | aktes       | première         | libretto                                       |
| ----------- | ------------------------ | ----------- | ---------------- | ---------------------------------------------- |
| 1979-1993   | 沈 黙 Chinmoku (Zwijgen) | 2 bedrijven | 4 november 1993, | van de componist, naar Endo Shusaku "Chinmoku" |

### Vocale muziek

#### Werken voor koor
- 1969 Totem Ritual, voor gemengd koor, 8 slagwerkers, piano, klavecimbel en orkest
- 1974 Symphonic poem "Yamanashi", voor gemengd koor en orkest
- 1978 Hymn to Aurora, voor gemengd koor, oboe d'amore, cello, harp, slagwerk, piano en orgel
- 1980 Snow, voor gemengd koor en piano - tekst: Miyoshi Tatsuji
- 1985 On the other side of the hill, voor gemengd koor en piano

#### Liederen
- 1949 Requiem, voor tenor en piano - tekst: Ferdinand Meyers
- 1949 Blasser Mond, voor tenor en piano - tekst: Hans Carossa
- 1957 Achime, voor sopraan, slagwerk en 11 instrumentalisten (dwarsfluit, hobo, klarinet, altsaxofoon, fagot, harp, trompet, trombone, piano, cello en contrabas)
- 1973 Two Poems by the Prince of Karu, voor sopraan en piano
- 1984 Africa you were like, voor zangstem en piano - tekst: Takashi Yanase
- 1993 Demain, voor zangstem en piano - tekst: Georges Moustaki
- 1996 Poor Faithful, voor zangstem en piano - tekst: Yagi Shigeyoshi

### Kamermuziek
- 1950 The Symphonic Fragments, voor strijkkwartet
- 1958 Cryptogame, voor instrumentaal ensemble
- 1962 Musique, voor strijkkwartet en piano
- 1971 Apsaras Garden - Courtyard of Apsaras, voor dwarsfluit, viool en piano
- 1980 Poème, voor pipa en altsaxofoon
- 1985 Air of Prayer, voor cello solo
- 1986 Trio, voor viool, cello en piano
- 1996 Strijkkwartet

### Werken voor piano
- 1969 Deux berceuses à la Grèce
- 1999 Pilgrimage I
- 1999 Pilgrimage II
- 2000 Pilgrimage III

### Werken voor harp
- 1994 Nocturne

### Werken voor slagwerk
- 2002 Preface to the haiku of Mitsuhashi Takajo, voor vibrafoon

### Werken voor traditionele Japanse instrumenten
- 1969 Poème I, voor shakuhachi en koto
- 1972 Poème II, voor shakuhachi solo
- 1979 Poème, voor pipa en bamboefluit
- 1980 Fantasy, voor 13-snaren koto
- 1984 Air of Prayer, voor 17-snaren koto
- 2005 Extract Winter Day, voor 25-snaren koto

### Filmmuziek
- 1960 Onna shikeishû no datsugoku (Death Row Woman)
- 1960 Tokusôhan 5 gô
- 1966 Tobenai chinmoku (El silencio sin alas)
- 1969 Bakuto hyakunin (100 Gamblers)
- 1970 Chi no mure (Apart from Life)
- 1972 Shinobugawa (The Long Darkness)
- 1973 Asayake no uta (Rise, Fair Sun)
- 1975 Matsuri no junbi (Preparation for the Festival)
- 1976 Kita no misaki - Cap du nord
- 1978 Gassan
- 1980 Umi to otsukisama tachi (Fishing Moon)
- 1983 Anshitsu (Dark Room)
- 1985 Jidai-ya no nyobo 2 (Time and Tide 2)
- 1985 Sea and Poison
- 1988 Dauntaun hirozu (Downtown Heroes)
- 1989 Sen no Rikyu: Honkakubô ibun (La mort d'un maître de thé)
- 1990 Rônin-gai
- 1990 Shikibu monogatari (Mt. Aso's Passions)
- 1992 Hikarigoke (Luminous Moss)
- 1995 Fukai kawa (Deep River)
- 1995 Nemureru bijo (House of Sleeping Beauties)
- 1997 Aisuru (To Love)
- 1998 Rabu retâ (Love Letter)
- 2000 Suri (Pickpocket)
- 2001 Nippon no kuroi natsu - Enzai (Darkness in the Light)
- 2002 Umi wa miteita (The sea is watching - La mer regarde)
- 2002 Utsukushii natsu kirishima (A Boy's Summer in 1945)
- 2004 Chichi to kuraseba (The Face of Jizo)

## Publicaties
- Lectionary, 深夜叢書社, Tōkyō : Shinya Sōshosha, Shōwa 52 (1977). 120 p.